# Фонтанелле
Фонтанелле (італ. Fontanelle, вен. Fontanełe) — муніципалітет в Італії, у регіоні Венето, провінція Тревізо.
Фонтанелле розташоване на відстані близько 440 км на північ від Рима, 50 км на північ від Венеції, 25 км на північний схід від Тревізо.
Населення — 5823 особи (2014).

## Демографія
Населення за роками:

Станом на 1 січня 2023 року в муніципалітеті офіційно проживали 544 іноземці з 37 країн, серед них 209 громадян країн Євросоюзу та 13 громадян України.

## Сусідні муніципалітети
- Кодоньє
- Гаярине
- Мансуе
- Одерцо
- Ормелле
- Сан-Поло-ді-П'яве
- Ваццола